# Цейонія Альбіна
Цейонія Альбіна (*Ceionia Albina, 368—431) — давньоримська патриціанка, християнка, мати Святої Меланії Молодшої.

## Життєпис
Походила зі знатного роду Цейоніїв Волузіанів. Донька Гая Цейонія Руфія Альбіна, міського префекта Риму 389—391 року. Про матір замало відомостей. Близько 381 року вийшла заміж за представника знатного та заможного роду Валеріїв Мессалів.
Тривалий час вела світське життя римської аристократки. Втім, 403 року під впливом свекрухи Меланії Старшої перейшла у християнство. Намагалася вести життя відповідно до заповідей, зокрема почала позбуватися власного майна, ходила у власяниці. Втім, цьому протидіяв чоловік Валерій Публікола.
У 410 році разом з донькою Меланією, її чоловіком Валерієм Піпінаном та 90 чорницями перебралася до Сицилії. Звідти до Тагасти, де родина мала маєтки. У 417 році разом з рідними переїздить до Єрусалима. Тут затоваришувала з Ієронімом Стридонським. Після його смерті у 420 році усамітнилася, змайструвала келію.
Вела життя християнського подвижництва до самої смерті у 431 році.

## Родина
Чоловік — Валерій Публікола, син Валерія Максима Василя, міського префекта Риму в 361—363 роках.
Діти:
- Меланія (383-439), християнська свята